# Polycarena comptonii
Polycarena comptonii är en flenörtsväxtart som beskrevs av O.M. Hilliard. Polycarena comptonii ingår i släktet Polycarena och familjen flenörtsväxter. Inga underarter finns listade i Catalogue of Life.